# Bryan Johnson (entrepreneur)
Pour les articles homonymes, voir Bryan Johnson (homonymie) et Johnson.
Cet article possède un paronyme, voir Brian Johnson (homonymie).
Bryan Johnson, né le 22 août 1977 à Provo (Utah), est un entrepreneur américain,, capital-risqueur.
Il est le fondateur et PDG de Kernel, une société qui crée des appareils qui surveillent et enregistrent l'activité cérébrale,, et OS Fund, une société de capital-risque qui investit dans des entreprises scientifiques et technologiques en phase de démarrage.
Il a également fondé Braintree, société spécialisée dans les systèmes de paiement mobiles et en ligne, pour les entreprises de commerce en ligne.
Johnson reçoit l'attention des médias pour sa tentative anti-âge qu'il appelle « Projet Blueprint »,.

## Biographie

### Jeunesse et éducation
Né à Provo, dans l'Utah, Bryan Johnson grandit à Springville, dans l'Utah ; il est le cadet de trois frères et d'une sœur. Après le divorce de ses parents, il vit avec sa mère et son beau-père, qui a une entreprise de transport routier.
À 19 ans, il devient missionnaire saint des derniers jours, comme c'est la coutume pour les jeunes hommes de l'Église de Jésus-Christ des saints des derniers jours, et passe deux ans en Équateur. Il quittera les mormons à l'âge de 34 ans.
Johnson est titulaire d'une licence en études internationales de l'université de Brigham Young en 2003 et d'un MBA de la Booth School of Business de l'université de Chicago en 2007.

### Carrière

#### Premières entreprises
Johnson lance trois start-ups entre 1999 et 2003. La première vend des téléphones portables et contribue à payer ses études à l'université de Brigham Young. Il embauche d'autres étudiants pour vendre des forfaits de services et des téléphones portables et gagne une commission d'environ 300 dollars sur chaque vente.
Il lance également deux autres entreprises. Inquist, une société VoIP cofondée avec trois autres partenaires, combine les fonctionnalités de Vonage et de Skype. Ses activités prennent fin en 2001. Après cela, il rejoint son frère et un autre partenaire sur un contrat de projet immobilier à 70 millions de dollars mais le projet n'atteint pas les objectifs de vente.

#### Braintree
Johnson fonde Braintree en 2007,. L'entreprise est classée 47e sur la liste des 500 entreprises à la croissance la plus rapide établie par le magazine Inc. en 2011 et 415e en 2012.
Braintree acquiert en 2012 Venmo, une application qui permet d'envoyer et de recevoir de l'argent par voie électronique, pour 26,2 millions de dollars.
En septembre 2013, la société annonce qu'elle traite 12 milliards de paiements par an, avec 4 milliards sur mobile. Peu de temps après, le 26 septembre 2013, la société est achetée par PayPal, qui fait alors partie d'eBay, pour 800 millions de dollars,,,,. Le magazine Time publie que Johnson est reparti de la vente de Braintree Venmo avec plus de 300 millions de dollars.

#### OS Fund
En octobre 2014, Johnson annonce la création du fonds OS, auquel il apporte 100 millions de dollars de son capital personnel.

#### Kernel
Il fonde Kernel en 2016, investissant 100 millions de dollars personnels pour lancer l'entreprise. Celle-ci se tourne ensuite vers la fabrication de casques équipés de capteurs et de lasers, permettant de mesurer les signaux électromagnétiques et hémodynamiques produits par le cerveau. L'objectif est une miniaturisation permettant de réduire le volume des très gros appareils utilisés dans les hôpitaux et de pouvoir enregistrer l’activité cérébrale d'une personne qui se déplace et effectue des tâches. Cela devrait permettre d'étudier plus facilement la maladie d'Alzheimer, le vieillissement, les commotions cérébrales, les accidents vasculaires cérébraux, mais aussi des expériences de conscience modifiée, comme les voyages psychédéliques ou les états de méditation.
Johnson affirme que, pour progresser dans la compréhension de ces phénomènes, il faut « mettre le cerveau en ligne ». Pour la société, les appareils pourraient être utilisés pour aider les personnes paralysées à communiquer ou celles souffrant de problèmes de santé mentale à accéder à de nouvelles thérapies.
À ce titre, il figure dans le documentaire I Am Human de 2020 sur les interfaces cerveau-machine.
En juillet 2020, Kernel lève 53 millions de dollars auprès d'investisseurs extérieurs, à la suite de l'investissement de 54 millions de dollars par Johnson dans l'entreprise depuis sa création.

### Tentative de prolongation de la vie
Johnson suit un régime alimentaire et un mode de vie stricts dans le but de prolonger sa vie.
Le 13 octobre 2021, il présente sa tentative anti-âge appelée « Projet Blueprint »,. Il subit une série de six transfusions mensuelles de plasma d'un litre avec son fils comme donneur pour l'une des transfusions, mais dit qu'il ne répétera pas les transfusions en raison du manque d'avantages,. La Food and Drug Administration considère que les transfusions telles que celle reçue par Johnson ne sont pas bénéfiques et peuvent même être nocives.
Des spécialistes dans le domaine du vieillissement critiquent ces essais. Moshe Szyf, enseignant en pharmacologie et thérapeutique à l'université McGill, affirme qu'il n'est pas certain que la science puisse réaliser les résultats remarquables que Johnson prétend obtenir. Selon Andrew Steele, scientifique spécialiste de la longévité, la génétique est le facteur principal dans la détermination de l'espérance de vie d'une personne et aucune des pratiques mises en œuvre par Johnson ne peut modifier la génétique.

### Distinction
- 2016 : prix Booth des anciens élèves distingués de l'université de Chicago[30]

### Publication
En 2018, il contribue à un chapitre du livre Architects of Intelligence: The Truth About AI from the People Building It du futurologue américain Martin Ford.